# Agate Peak
Der Agate Peak (englisch für Achatspitze) ist ein Berggipfel am südöstlichen Ende der Intention-Nunatakker im nördlichen Viktorialand. Er ragt am südwestlichen Rand des Evans-Firnfelds auf.
Das New Zealand Antarctic Place-Names Committee benannte ihn nach dem Achat, der neben anderen Halbedelsteinen hier durch die Südgruppe der New Zealand Geological Survey Antarctic Expedition (1966–1967) gefunden wurde.